# Källa Bie
Källa Frida Bie, född 28 juli 1974 i Ytterhogdal, Jämtlands län, är en svensk skådespelare.
Hon slog igenom med sin guldbagge-nominerade roll i Vuxna människor. Efter filmen Festival bestämde hon sig för att minska på skådespelandet och utbilda sig till barnmorska. 2006 hade hon en roll i Beck – Skarpt läge, där hon spelade den misshandlade kvinnan Monika Everdag som tvingas fly för livet.
2007 medverkade hon i TV-produktionen En spricka i kristallen på SVT och 2009 i Stormen.
Källa Bies familj var grönavågare. Fadern är amerikan och när Källa Bie var tre år flyttade familjen till Berkeley i USA men sedan till Småland. När Bie var 18 år flyttade hon tillbaka till USA. Hon studerade teater på college i Santa Cruz. Hon studerade senare vid teaterskolan Lecoq i Paris.
Bie utbildade sig till sjuksköterska och sedan till barnmorska.

## Filmografi
- 1999 – C/o Segemyhr (TV-serie)
- 1999 – Vuxna människor
- 2001 – Festival
- 2005 – Kommissionen (TV-serie)
- 2006 – Beck – Skarpt läge
- 2007 – En spricka i kristallen (TV-serie)
- 2009 – Stormen (TV-serie)
- 2012 – Arne Dahl: Ont blod (TV-serie)
- 2013 – Vi
- 2014 – Min så kallade pappa
- 2018 – Advokaten (TV-serie)
- 2020 – Tsunami